# Ampelophaga fasciosa
Ampelophaga fasciosa är en fjärilsart som beskrevs av Moore 1888. Ampelophaga fasciosa ingår i släktet Ampelophaga och familjen svärmare. Inga underarter finns listade i Catalogue of Life.